# The Wire (canção)
"The Wire" é uma canção do grupo americano Haim. A canção foi lançada no Reino Unido em 22 de setembro de 2013. É o quarto single de seu álbum de estréia Days Are Gone (2013). A canção foi escrita e produzida por Alana Haim, Danielle Haim e Este Haim com o auxílio de Ariel Rechtshaid na produção. A canção chegou ao número 12 na Australian Singles Chart.

## Vídeo musical
Um vídeo da música para acompanhar o lançamento de "The Wire" foi lançado no YouTube em 12 de agosto de 2013, com um comprimento total de quatro minutos e 14 segundo.  O vídeo conta com a participação da comediante Jorma Taccone.

## Recepção da crítica
Lewis Corner da Digital Spy deu a canção uma crítica positiva afirmando:

"Does your imagination try to make you what you wanted to be?/ Because I'm sorry I do what I did, but it came naturally," que mais tarde explicar sobre trepidação baixo da guitarra e batidas de arena digna de aplauso, antes de impulsionar a um coro balançando que se sente tão intemporal como o glamour de Audrey Hepburn, se não um pouco mais de kick ass. O resultado final é uma jam viciante que é desprovido de bobagens, de modo que este seja um aviso a todos vocês; Com a estrela de Haim só está ficando mais brilhante, prepare-se para ter seu coração partido mais algumas vezes até o momento.

## Faixas e formatos
| Digital download |            |         |  |
| N.º              | Título     | Duração |  |
| 1.               | "The Wire" | 4:05    |  |

## Desempenho nas tabelas musicais
| Posições (2013)                               | Melhor posição |
| --------------------------------------------- | -------------- |
| Austrália (ARIA)                              | 12             |
| Bélgica (Ultratip Bubbling Under de Flandres) | 6              |
| Irlanda (IRMA)                                | 26             |
| Japão (Japan Hot 100)                         | 56             |
| Nova Zelândia (Recorded Music NZ)             | 17             |
| Escócia (Scottish Singles Chart)              | 17             |
| Reino Unido (UK Singles Chart)                | 16             |
| Estados Unidos (Billboard Rock Songs)         | 35             |

| País             | Certificação |
| ---------------- | ------------ |
| Austrália (ARIA) | 1× Platina   |

## Histórico de lançamento
| País        | Data                   | Formato          | Gravadora       |
| ----------- | ---------------------- | ---------------- | --------------- |
| Austrália   | 9 de Agosto de 2013    | Digital download | Polydor Records |
| Reino Unido | 22 de Setembro de 2013 | Digital download | Polydor Records |